# Паново (Бєжаницький район)
Паново (рос. Паново) — присілок в Бєжаницькому районі Псковської області Російської Федерації.
Населення становить 2 особи. Входить до складу муніципального утворення Чихачьовське муніципальне утворення.

## Історія
Від 2005 року входить до складу муніципального утворення Чихачьовське муніципальне утворення.

## Населення
| 2001 | 2002 | 2010 |
| ---- | ---- | ---- |
| 8    | ↘6   | ↘2   |